# MTV Video Music Awards Japan 2006
Die MTV Video Music Awards Japan 2006 wurden am 27. Mai 2006 in der Kokuritsu Yoyogi Kyōgijō, Shibuya, Tokio verliehen. Die Moderation übernahmen Mokomichi Hayami und Masami Hisamoto. Es handelte sich um die fünfte Verleihung der MTV Video Music Awards Japan.

## Auftritte
- AI
- Def Tech
- Hoobastank
- John Legend featuring Ken Hirai
- Kelly Rowland
- Kumi Koda
- Remioromen
- Rihanna
- Se7en

## Gewinner und Nominierte
| Video of the Year | Best Male Video |
| --- | --- |
| Kumi Koda – Butterfly - Gorillaz – Feel Good Inc. - Ketsumeishi – Sakura - Madonna – Hung Up - Oasis – Lyla                                                                                       | Ken Hirai – Pop Star - 50 Cent featuring Olivia – Candy Shop - Hyde – Countdown - Jack Johnson – Sitting, Waiting, Wishing - Kanye West – Diamonds from Sierra Leone |
| Best Female Video | Best Group Video |
| Kumi Koda – Butterfly - Namie Amuro – Wowa - Mariah Carey – We Belong Together - Madonna – Hung Up - Nana starring Mika Nakashima – Glamorous Sky                                                 | Def Tech – Konomama - The Black Eyed Peas – Don't Phunk With My Heart - Oasis – Lyla - Orange Range – Kizuna - Tokyo Incidents – Shuraba |
| Best New Artist | Best Rock |
| Rihanna – Pon De Replay - Ayaka – I Believe - Def Tech – Konomama - High and Mighty Color – Over - Kaiser Chiefs – I Predict a Riot                                                               | Green Day – Boulevard of Broken Dreams - Asian Kung-Fu Generation – World Apart - Coldplay – Speed of Sound - Ellegarden – Red Hot - Sambomaster – Sekai wa Sore o Ai to Yobundaze                                                                                               |
| Best Pop Video | Best R&B Video |
| Remioromen – Konayuki - The Black Eyed Peas – Don’t Phunk With My Heart - Ayumi Hamasaki – Fairyland - Kaela Kimura – Rirura Riruha - Gwen Stefani – Hollaback Girl                               | Ai – Story - Mariah Carey – We Belong Together - Craig David – All the Way - Destiny’s Child – Stand Up for Love - Crystal Kay – Kirakuni |
| Best Hip-Hop Video | Best Dance Video |
| 50 Cent featuring Mobb Deep – Outta Control - Kreva – Issai Gassai - Teriyaki Boyz – HeartBreaker - Kanye West featuring Jamie Foxx – Gold Digger - Zeebra – Street Dreams                        | Gorillaz – Feel Good Inc. - Madonna – Hung Up - M-Flo Loves Emyli and Diggy-Mo – Dopamine - New Order – Krafty - Towa Tei featuring Kylie Minogue – Sometime Samurai |
| Album of the Year | Best Video from a Film |
| Orange Range – Natural - The Black Eyed Peas – Monkey Business - Ketsumeishi – Ketsunopolis 4 - Mr. Children – I Love U - Oasis – Don't Believe The Truth                                         | Nana starring Mika Nakashima – Glamorous Sky (aus Nana) - Amerie – 1 Thing (aus Hitch – Der Date Doktor) - Toshinobu Kubota – Kimi No Soba Ni (aus Under the Same Moon) - Tamio Okuda – Toritsu Baa (aus Custom Made 10.30) - Reira starring Yuna Ito – Endless Story (aus Nana) |
| Best Reggae Video | Best Collaboration |
| Shōnan no Kaze – Karasu - Daddy Yankee – Gasolina - Fire Ball – Kishitohishito - Jumbomaatch featuring Takafin, Boxer Kid and Mighty Jam Rock – Brand New Style Hi-Fi - Sean Paul – We Be Burnin’ | Tomoyasu Hotei x Rip Slyme – Battle Funkatic - Bow Wow featuring Omarion – Let Me Hold You - Missy Elliott featuring Ciara and Fat Man Scoop – Lose Control - Glay x Exile – Scream - Crystal Kay x Chemistry – Two As One                                                       |
| Best Buzz Asia: Japan | Best Buzz Asia: Südkorea |
| Kumi Koda – Trust You - Chemistry – Almost in Love - Yo Hitoto – Pinwheel - L’Arc-en-Ciel – Jojoushi - Mika Nakashima – Amazing Grace 05                                                          | Se7en – Start Line - Buzz – Coward - Clazziquai Project – Hold Your Tears - Joosuc featuring Lim Jung Hee – Hip Hop Music - Tei – Love is...one |
| Best Buzz Asia: Taiwan | |
| Jay Chou – Hair Like Snow - Kelly Chan – Short News - F.I.R – Thousand Years Love - Nicholas Tse – Song Of The Brave - Cyndi Wong – Honey                                                         | |

### Special Awards
Best Director
- Yasuyuki Yamaguchi

Best Special Effects in a Video
- Soul’d Out – Iruka

The Most Influential Songwriter Award
- John Legend

Inspiration Award
- Destiny’s Child

Legend Award
- Michael Jackson